# جو (المزاحمية)
جو هي قرية من فئة (أ) تقع في محافظة المزاحمية والتابعة لمنطقة الرياض في السعودية وتبعد قرية جو عن محافظة المزاحمية ومعظم سكانها من قبيلة عبيدة قحطان آل مهدي والحمالة بمسافة تقارب 15 كم.